# 5422-es mellékút (Magyarország)
Az 5422-es mellékút egy bő 10 kilométeres hosszúságú, négy számjegyű mellékút Csongrád-Csanád vármegye nyugati részén; az 5-ös főút balástyai szakaszától húzódik Forráskútig.

## Nyomvonala
Balástya belterületének déli szélén indul, az 5-ös főútból kiágazva, annak a 147+200-as kilométerszelvénye közelében, nyugat felé, tulajdonképpen a Dóctól odáig húzódó 4524-es út egyenes folytatásaként. Kezdeti szakaszán a település legdélebbi utcájaként halad, Forráskúti út néven, majd 1,2 kilométer megtétele után keresztezi a Cegléd–Szeged-vasútvonal vágányait, Balástya vasútállomás térségének északi széle mellett, s onnantól már külterületen folytatódik.
Bő két kilométer után délnyugatnak fordul, így halad el a harmadik kilométere táján az Őszeszéki-tó északi partja közelében és így keresztezi, kicsivel a negyedik kilométere előtt – felüljárón, csomóponttal – az M5-ös autópálya nyomvonalát is. Még mindig balástyai területen jár, amikor 5,5 kilométer után kiágazik belőle dél-délkeleti irányban a Szatymazra vezető 5423-as út, sőt még ott is, ahol – a 6+150-es kilométerszelvénye táján – egy alsóbbrendű út ágazik ki belőle északnyugatnak, a Hindu Vaisnava Egyház magyarországi hívei által létrehozott Nandafalva létesítményei felé.
7,4 kilométer megtételét követően lép át a Kisteleki járásból a Mórahalmi járás, s ezen belül Forráskút község területére, a település első házait nagyjából 10,2 kilométer után éri el. A belterületen a Csongrádi utca nevet viseli, és így is ér véget, a faluközpont közelében, beletorkollva az 5405-ös útba, annak a 48+700-as kilométerszelvénye közelében.
Teljes hossza, az országos közutak térképes nyilvántartását szolgáló kira.gov.hu adatbázisa szerint 10,639 kilométer.

## Települések az út mentén
- Balástya
- Forráskút